# Saint-Clément-de-la-Place
Saint-Clément-de-la-Place is een gemeente in het Franse departement Maine-et-Loire (regio Pays de la Loire). De plaats maakt deel uit van het arrondissement Angers. Saint-Clément-de-la-Place telde op 1 januari 2022 2.139 inwoners.

## Geografie
De oppervlakte van Saint-Clément-de-la-Place bedroeg op 1 januari 2022 33,23 vierkante kilometer; de bevolkingsdichtheid was toen 64,4 inwoners per km².

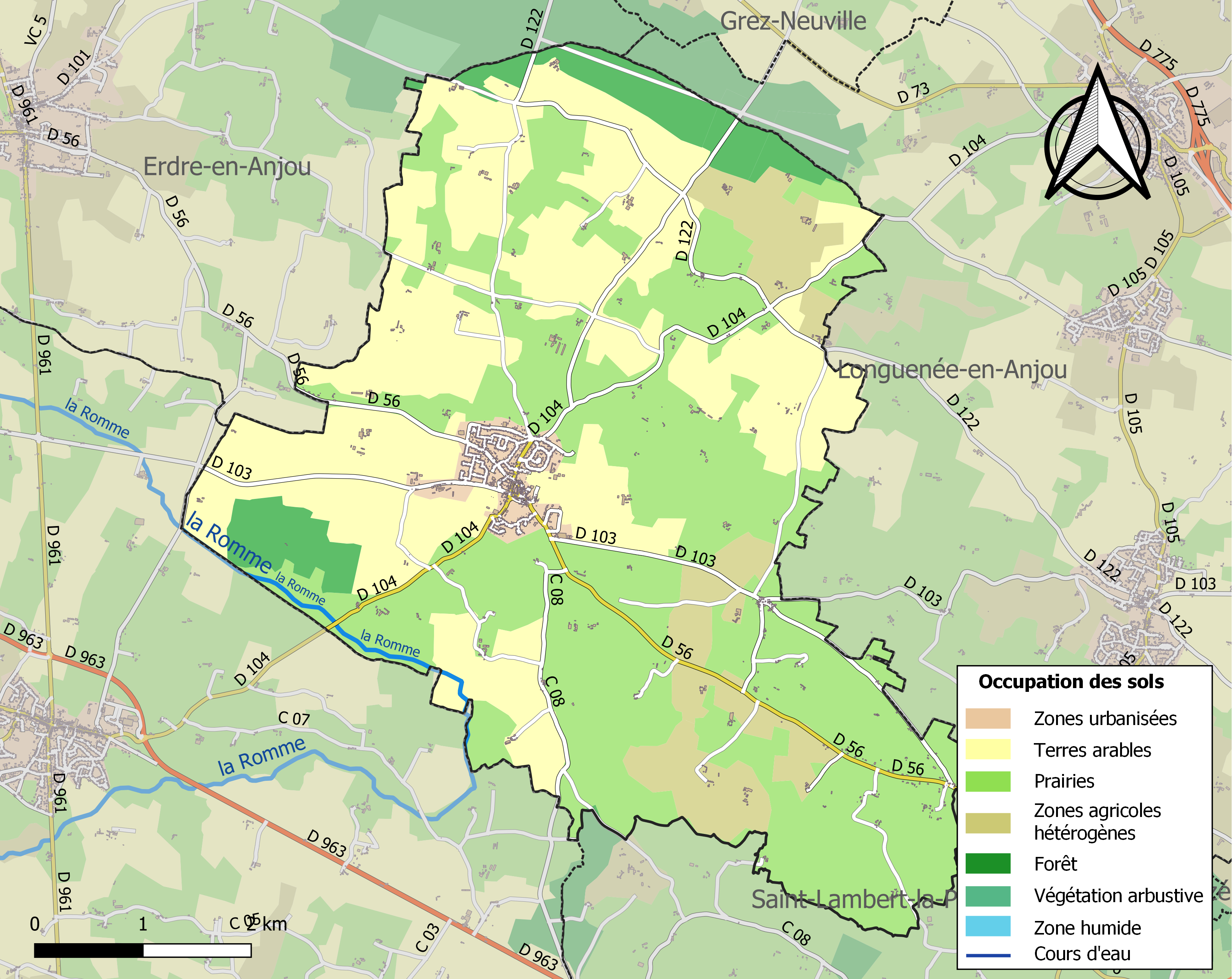
Kaart van de gemeente met de belangrijkste infrastructuur, bodemgebruik en omliggende gemeenten

## Demografie
Onderstaande figuur toont het verloop van het inwonertal (bron: INSEE-tellingen).